# Донат (Бабинский-Соколов)
Архиепископ Донат (в миру Николай Ильич Бабинский-Соколов; 18 (30) сентября 1828, село Слободка, Юхновский уезд, Смоленская губерния — 16 (28) апреля 1896) — епископ Русской православной церкви, архиепископ Донской и Новочеркасский.

## Биография
Родился в 1828 году. Сын сельского священника Смоленской епархии.
Окончил Смоленскую духовную семинарию (1851).
В 1851 году был домашним учителем у помещика.
В 1852 году рукоположен во священника.
В 1853 году овдовел и 23 апреля 1855 года принял монашество.
В 1857 году окончил Санкт-Петербургскую духовную академию и определён учителем в Архангельскую духовную семинарию.
В 1860 году удостоен степени магистра богословия.
С 1858 года — инспектор Архангельской духовной семинарии.
18 апреля 1864 года возведён в сан архимандрита.
С 12 августа 1866 года — ректор Архангельской духовной семинарии и настоятель Архангельского монастыря.
27 мая 1879 года хиротонисан во епископа Брестского, второго викария Литовской епархии.
С 14 мая 1881 года — епископ Ковенский, викарий Литовской епархии.
С 6 марта 1882 года — епископ Рижский и Митавский.
С 28 марта 1887 года — епископ Подольский.
С 13 декабря 1890 года — архиепископ Литовский и Виленский,
Священно-архимандрит Свято-Духова Виленского монастыря.
Отличался неослабной ревностью в деле обращения в православие латышей и эстонцев. Всегда с любовью относился к питомцам духовных школ, к братии монастырей и к своей пастве, а также пользовался любовью с их стороны.
С 30 апреля 1894 года — архиепископ Донской и Новочеркасский.
12 ноября 1894 года из-за прогрессирующей болезни по собственному прошению уволен на покой.
16 апреля 1896 года скончался и погребён в Николо-Угрешском монастыре под жертвенником Преображенского собора.

## Сочинения
- «О чинах погребения умерших в Православной Церкви». (Курсовое сочинение). Проповеди и речи. «Подол. Еп. Вед.».
- «Мнимый великомученик в расколе». «Дух. Христ.» 1862—1863, с. 230.
- «О свободе мысли и слова». «Странник», 1881, сентябрь.
- «Люди Мои, что сотворих вам?» Проповедь по поводу цареубийства 1881 г. 1 марта. «Голос Пастыря». По поводу современных событий в отечестве. Гродно, 1882.
- Поучения по поводу послания Святейшего Синода. Вып. 1. Гродно, 1882.